# Laphria sericea
Laphria sericea är en tvåvingeart som beskrevs av Thomas Say 1823. Laphria sericea ingår i släktet Laphria och familjen rovflugor. Inga underarter finns listade i Catalogue of Life.